# Mégrine
Mégrine (àrab: مِقْرِِين, Miqrīn, o مِڤرِينْ, Migrīn) és una ciutat de Tunísia a la governació de Ben Arous, a tocar de la ciutat de Ben Arous pel nord-est. Està formada per tota la zona entre Ben Arous, al sud-oest i sud, i el llac de Tunis, al nord, amb el port de Radès a l'est i Jebel Jelloud a l'oest. És, de fet, un barri de Tunis. Té una població de 28.270 habitants al cens del 2004.

## Administració
És el centre de la delegació o mutamadiyya homònima, amb codi geogràfic 13 59 (ISO 3166-2:TN-12), dividida en vuit sectors o imades:
- Mégrine Superieure (13 59 51)
- Mégrine Riadh (13 59 52)
- Jawhara (13 59 53)
- Menzel Mabrouk (13 59 54)
- Mégrine Chaker (13 59 55)
- Mégrine Chaker 2 (13 59 56)
- Sidi Rezig (13 59 57)
- Sidi Rezig 2 (13 59 58)

Al mateix temps, forma una municipalitat o baladiyya (codi geogràfic 13 18).